# Bušenje
 Ovo je glavno značenje pojma Bušenje. Za druga značenja pogledajte Bušenje (razdvojba).
Bušenje je vrsta strojne obrade odvajanjem čestica kojim se posebnim alatom (svrdlom) izrađuju valjkaste (cilindrične) rupe u obratku. Alat obavlja glavno rotacijsko gibanje i pravocrtno posmično gibanje koje mora biti u smjeru osi rotacije.
Pod bušenjem u užem smislu razumije se izrada okruglih rupa (navrt, uvrt, provrt) s pomoću reznog alata (svrdla), koje ujedno potpuno određuje i promjer rupe u grubljoj toleranciji.
Bušenje se izvodi na alatnim strojevima, pretežno bušilicama, pri čemu je glavno gibanje kružno kontinuirano, a posmično gibanje (posmak) pravolinijsko kontinuirano koje se izvodi istodobno kad i glavno gibanje. Alat koji se koristi je svrdlo koje je određeno brojem reznih oštrica, kutom žlijeba svrdla, materijalom svrdla, geometrijom vrha svrdla, jezgrom i geometrijom oštrice.

## Podjela
Bušenje je povezano s predradnjom zabušivanja i naknadnim operacijama proširivanja, upuštanja, razvrtanja i izbušivanja.

### Zabušivanje
Zabušivanje ili označavanje središta rupe je postupak obrade provrta (rupe) koji se koristi prije bušenja kako bi se spiralno svrdlo centriralo i pravilno vodilo. Također se koristi za izradu gnijezda kod vratila i osovina za centriranje i pravilno stezanje prilikom daljnjih strojnih obrada na vratilu ili osovini. Alat koji se koristi je zabušivač (zabušivalo). Glavno gibanje je kružno kontinuirano, a posmično gibanje (posmak) je pravolinijsko kontinuirano. Glavno i posmično gibanje se izvode istodobno. Izvodi se na alatnim strojevima, najčešće bušilicama. Zabušivač se još može koristiti za izradu konusa na kraju provrta ako je promjer zabušivača veći od promjera samog provrta. Promjer zabušivača bi trebao biti 70% promjera svrdla kojim će se izrađivati provrt. Kut zabušivača trebao bi biti veći ili manji od kuta svrdla kojim će se naknadno bušiti što ovisi o materijalu svrdla. Ako je svrdlo izrađeno od HSS-a (brzorezni čelik) onda je kut zabušivača manji od 90° (dugački i kratki zabušivači) ili 120° (kratki zabušivači). Kod svrdla izrađenih od tvrdog metala kut zabušivanja trebao bi biti veći od 142° ako je kut svrdla 140°.

### Proširivanje
Proširivanje je postupak bušenja svrdlom većeg promjera od promjera već postojeće rupe. Proširivanja se može obaviti više puta, ali je preporučljivo da promjer svake sljedeće veće rupe bude između 50% do 100% veći od prethodne rupe.

### Upuštanje
Upuštanje je postupak obrade ulaza ili izlaza okrugle rupe. Upuštala su rezni alati koji se upotrebljavaju za proširivanje ulaza ili izlaza rupe, te za postizanje točnijeg oblika postojećih rupa. Režu kao i svrdla i izrađuju se s dvije, tri ili više reznih oštrica. Upuštanje je gruba obrada metala. Njima obrađujemo čelne plohe ravno ili pod kutom. Služe za proširivanje, upuštanje za glave vijka, obradu kosih krajeva rupe i za poravnavanje uzdignutih dijelova obratka.
Prema obliku i svrsi upuštala se dijele na:
- spiralna ili navojna upuštala,
- vratna upuštala,
- konusna upuštala,
- nasadna upuštala,
- jednostrana čelna upuštala,
- specijalna upuštala.

### Razvrtanje
Razvrtanje je postupak fine (završne) obrade cilindrične rupe. Točnost dimenzije, geometrijski oblik i hrapavost površine koja se dobije nakon obrade svrdlom ne zadovoljava u većini slučajeva. Razvrtala su rezni alati koji se upotrebljavaju za završnu obradu rupe i služe za finu obradu već postojećih rupa, to jest za dotjerivanje glatkoće površine i postizanje veće točnosti izbušenih rupa (dosjed).

### Urezivanje navoja
Urezivanje navoja u rupi je postupak izrade spiralnih utora u postojećoj rupi. Ureznica ulazi okomito u okruglu rupu određenim brojem okretaja, te određenim posmakom, koji mora odgovarati koraku navoja.

### Duboko bušenje
Duboko bušenje je posebno područje bušenja, koje, s dubinom bušenja i do 15 metara, ima posebnu važnost za proizvodnju cijevi za različita oružja. Dubokim bušenjem se smatra bušenje provrta dubljih od 10∙D (D je promjer svrdla). Dubina koja se može postići s reznim alatima za duboko bušenje može dostići dubinu od 150∙D. U većini slučajeva kod dubokoga bušenja glavno rotacijsko gibanje (vrtnju) vrši obradak a linearno (linijski) posmično (posmak) vrši alat. Kod dubokoga bušenja najveći problem je hlađenje alata i krutost alata, zbog toga je razvijeno više postupaka dubokog bušenja.

## Strojne bušilice
Bušilice su alatni strojevi kojima se pomoću alata za bušenje izrađuju okrugle rupe. Dijele se na: ručne bušilice, prijenosne električne bušilice, stolne bušilice, stolno stupne bušilice, stupne bušilice, redne bušilice, revolverske bušilice, viševretene bušilice, radijalne bušilice, vodoravne bušilice, bušilice glodalice, koordinatne bušilice, bušilice za duboko bušenje, bušilice za urezivanja navoja.
Strojne bušilice su alatni strojevi kojima se pomoću alata za bušenje izrađuju okrugle rupe. Dijele se na: stolne bušilice, stolno stupne bušilice, stupne bušilice, redne bušilice, revolverske bušilice, viševretene bušilice, radijalne bušilice, vodoravne bušilice, bušilice glodalice,  koordinatne bušilice, bušilice za duboko bušenje, bušilice za urezivanja navoja.

### Stolna bušilica
Radni stol kod stolnih bušilica nalazi se na podložnoj ploči. Vretenište se može visinski pomicati. Prijenos snage u vreteništu s motora na glavno vreteno vrši se klinastim remenom. Radno vreteno je uležišteno u pinoli koja omogućuje posmično gibanje ručnom polugom.

### Stolno stupna bušilica
Razlika stolno stupnih i stolnih bušilica je u radnom stolu, koji se nalazi konzolno smješten na stupu bušilice i koji se može pomicati i zakretati. Stolne i stolno stupne bušilice moraju biti smještene na povišeno radnom mjestu ili radnom stolu.

### Stupna bušilica
Stupna bušilica se izrađuje s okruglim stupom za manje promjere bušenja ili sa sandučasto oblikovanim stalkom za veće dubine i promjere bušenja. Podložna ploča se kod stupnih bušilica pričvršćuje na temelje. Za prijenos snage se koristi višeosovinski zupčasti prijenosnik. Radni stol se visinski pomiče i moguće ga je, kod bušilica s okruglim stupom zakretati. Buše se dublje rupe većeg promjera. U podnožju je najčešće spremnik i pumpa za rashladnu tekućinu.

### Redne bušilice
Redne bušilice se sastoje od jednog čvrstog stola na koji je pričvršćeno više stolnih, stolno stupnih bušilica ili bušilica na stalku. Služe za obradu većeg broja rupa raznih dimenzija u istom obratku. Upotrebljavaju se zbog bolje ekonomičnosti u serijskoj proizvodnji. Lako se automatiziraju.

### Revolverska bušilica
Revolverska bušilica namjenski je slična rednim bušilicama, ali joj je svojstvena specijalna revolverska glava. Njom se obrađuje rupa čija obrada zahtjeva različite operacije. Obradak stegnut u steznoj napravi obrađuje se u jednom zahvatu.

### Viševretena bušilica
Služi u serijskoj i masovnoj proizvodnji za istovremenu obradu više rupa, odnosno svih vrsta uvrta, provrta, upuštanja, navoja, na jednom obratku u jednom zahvatu. Razvila se iz stupne bušilice, dodavanjem zvona s nizom paralelno ukopčanih radnih vretena.

### Radijalna bušilica
Glavno vretenište s bušnim vretenom pomiče se po konzoli. Konzola se može okomito pozicionirati, te zakretati oko stupa. Ovime se povećava radni prostor u kojem mogu precizno bušiti. Radijalna bušilica služi za obradu bušenja na velikim i teškim predmetima, koji bi se teško pomicali ispod bušnog vretena. Sva gibanja obavlja alat, dok je obradak pričvršćen za radni stol na temeljnoj ploči (podnožju).

### Vodoravna bušilica
Vodoravna bušilica služi za vrlo točnu obradu bušenjem, najvećih dijelova u jednom zahvatu. Time se omogućuje točan odnos među osima raznih provrta. Zbog tražene točnosti vodoravna bušilica mora biti jako kruta. Na postolju je radni stol koji može prihvatiti izrazito velike i teške obratke. Jedan stup nosi vretenište s glavnim vretenom, dok drugi stup ima prihvatni ležaj za prihvat i centriranje bušne motke.

## Parametri bušenja
Kod bušenja svake rupe potrebno je odrediti parametre ili režime rada. Osnovni parametri su brzina rezanja, brzina okretanja svrdla, posmak, promjer svrdla i dubina bušenja:
- brzina rezanja vc je obodna brzina na svrdlu, to jest brzina s kojom alat obrađuje sirovac. Ona ovisi o materijalu koji se obrađuje. Svaki materijal ima svoju brzinu kojom se može rezati. Brzina rezanja ovisi o alatu kojim se buši, o potrebnom stanju površine nakon bušenja, o hlađenju za vrijeme bušenja, o snazi stroja, o posmaku. Brzine rezanja se mogu naći u obliku dijagrama, tablica, a ima i programskih podrška (engl. software) koje same računaju potrebne parametre.
- Broj okretaja glavnog radnog vretena (n u okr/min) se preračunava prema:

{\displaystyle n={\frac {60\cdot v_{c}}{\pi \cdot d}}}
gdje je: d - promjer obratka u metrima, vc - brzina rezanja u m/s.
- posmak vf je relativna brzina gibanja alata prema obratku, a kod bušenja uvijek u pravcu osi rotacije. To je brzina ulaza (penetracije) alata u materijal. Mjeri se u mm/min.
- posmak po okretaju fn (mm/okr) određuje se kao uzdužni (aksijalni) pomak alata tijekom jednog okretaja. Koristi se za računanje dubine penetracije, te za definiranje posmaka bušenja.[7]

### Primjer postupka izrade navoja
Za izradu navoja M10 u rupi potrebno je:
- na odabranoj poziciji zabušiti navrt (označavanje središta rupe) ručnim ili NC zabušivalom;
- prema dimenziji i vrsti navoja odabire se potrebno svrdlo koje buši okruglu rupu. Na primjer za M10 potrebna je rupa prema tablicama d = 8,376 mm i odabire se spiralno svrdlo d = 8,4 mm. Ako je potrebno, izvrši se predbušenje spiralnim svrdlom, na primjer d = 5 mm;
- preporuka je upuštanje ulaza rupe zbog lakše daljnje obrade, te lakšeg kasnijeg uvođenja vijka;
- također se odabire ureznica s definiranim profilom koja urezuje navoj. Prema tablicama M10 ima korak 1,5 mm, te se prema njemu određuje brzina rezanja (400 o/min) i posmak (400 ˑ 1,5 = 600 mm/min ili 1,5 mm/okr).